# Yakuō-ji (Minami, Tokushima)

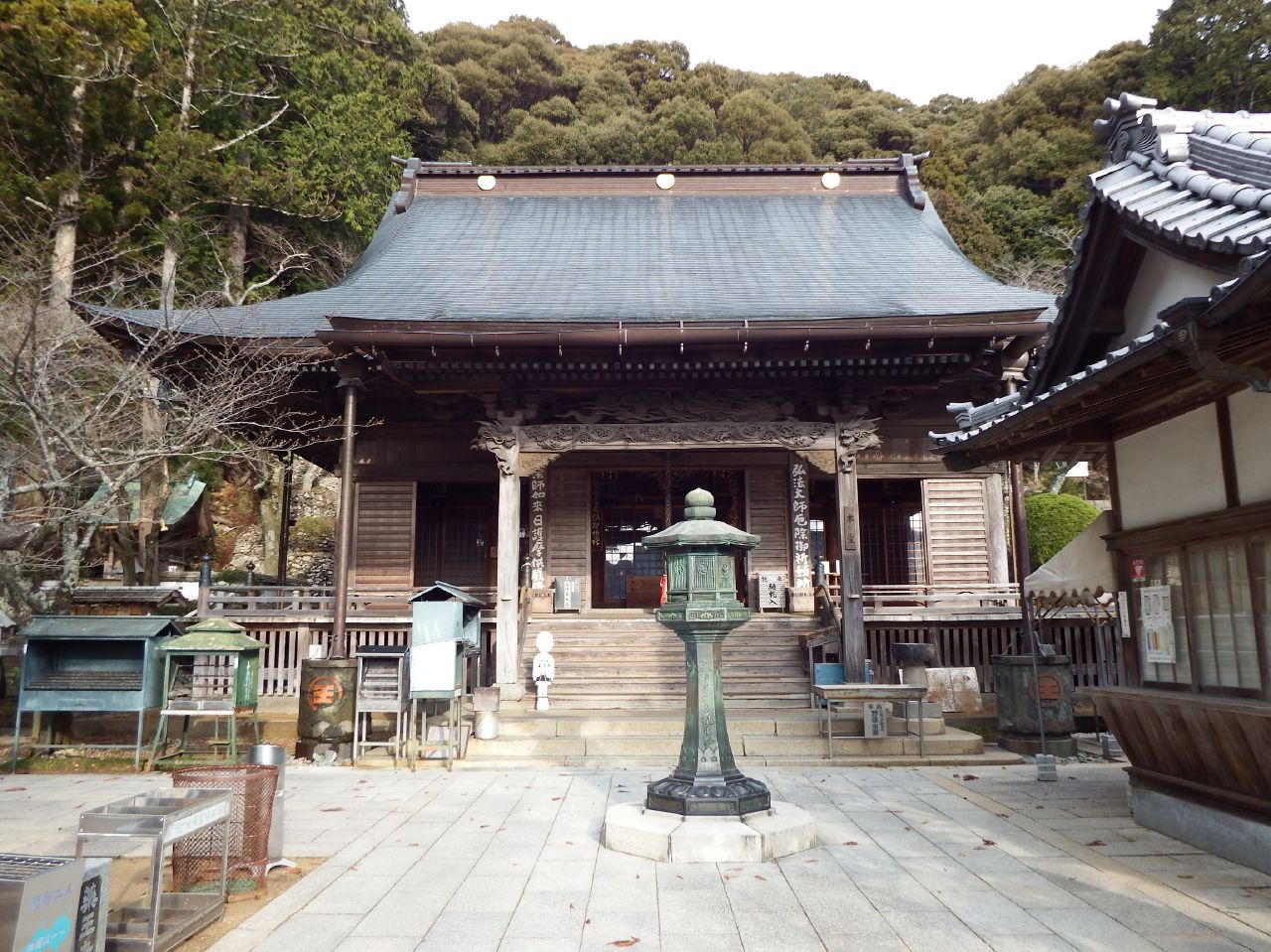
Haupthalle

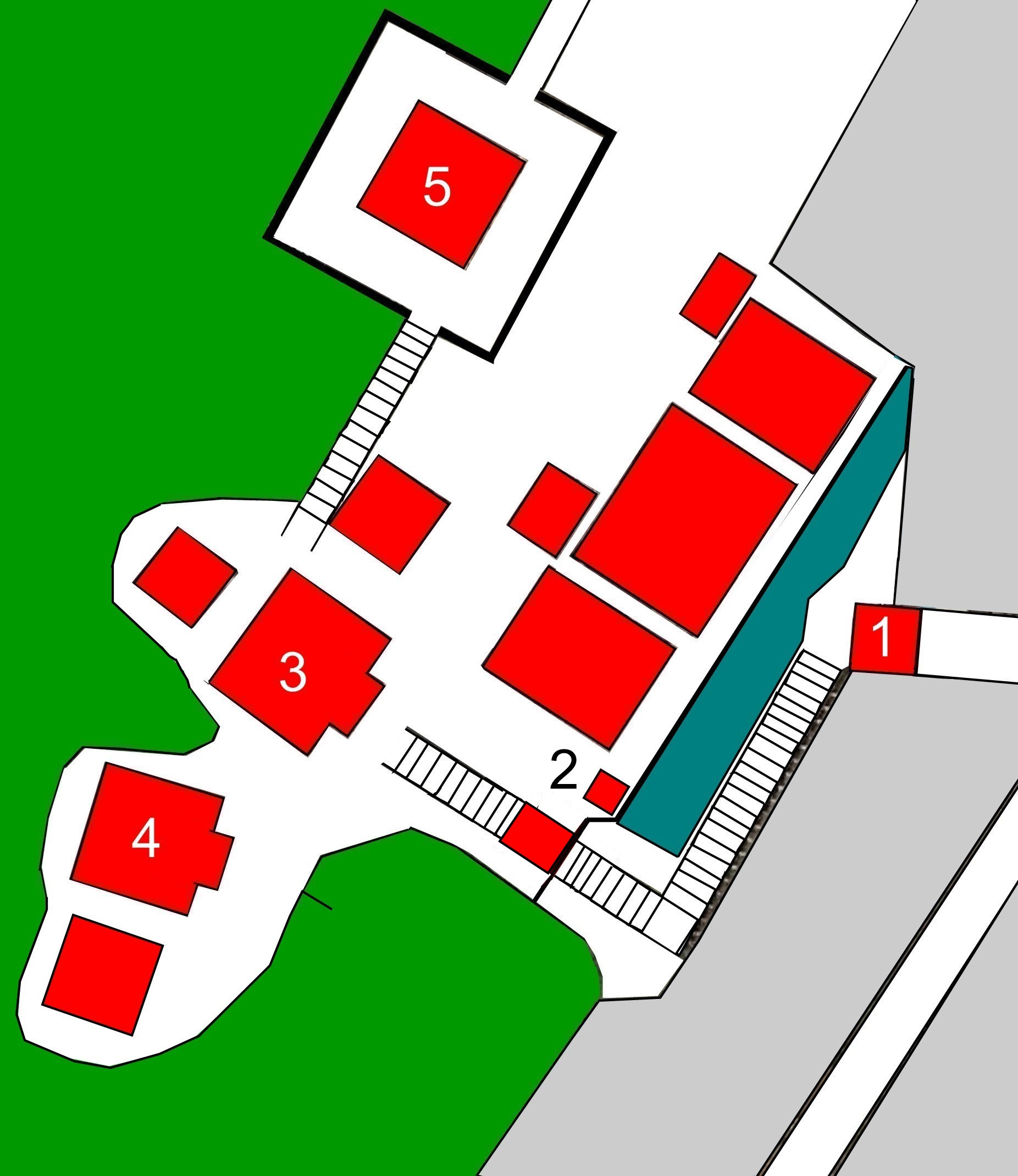
Plan des Tempels (s. Text)

Der Yakuō-ji (japanisch 薬王寺) mit den Go Iōzan (医王山) und Muryōjuin (無量寿院) in Minami (美波町) (Präfektur Tokushima) ist ein Tempel, der zum Shingon-Buddhismus gehört. In der traditionellen Zählung ist er der 23. Tempel des Shikoku-Pilgerwegs.

## Geschichte
Der eigenen Überlieferung nach wurde der Tempel im Jahr 726 auf Wunsch des Kaisers Shōmu von Priester Gyōki errichtet. 825 soll Priester Kūkai eine Figur des heilenden Buddha Yakushi Nyorai angefertigt haben, um damit Menschen in Not zu helfen. Auch später sollen auf Wunsch verschiedener Kaiser Zeremonien zur Abwendung des Bösen stattgefunden haben.
In der Tenshō-Ära (1573–1592) stifteten die Hachisuka, die die Gegend in Besitz genommen hatten und die in der Tokugawa-Zeit die Landesfürsten wurden, Kultgegenstände und kümmerten sich auch sonst um den Tempel. Als der Tempel 1639 abbrannte, förderten der 2. Fürst Tadateru (忠英; 1611–1652) und der 3. Fürst Mitsutaka (光隆; 1630–1666) den Wiederaufbau.
1898 brach in der Abtei ein Feuer aus, das fast alle Gebäude vernichtete. Der Tempel wurde jedoch schnell wieder aufgebaut. Noch heute ist er als Gebetsort zur Abwehr von Unheil bekannt.

## Anlage
Nachdem man das Tempelgelände durch das Niō-Tor (仁王門; im Plan 1) betreten hat, folgt eine lange Treppe nach oben, die „Männersteige“ (男坂, Otokozaka) genannt wird. Nach einer Biegung nach rechts steigt man noch weiter hoch, nun die kürzere, zum Teil überdachte „Frauensteige“ (女坂), bis man zur Hauptebene kommt. Auf dieser Ebene hat man zur rechten Seite den Glockenturm (鐘楼, Shōro; 2), voraus sieht man die Haupthalle (本堂, Hondō; 3) und links daneben die Halle, die dem Tempelgründer gewidmet ist, die Daishidō (大師堂; 4).
Die Pagode [5] weiter oben sieht wie eine vergrößerte Schatzpagode (多宝塔) aus, wird aber auf Grund ihrer Details – am auffälligsten sind die vier zusätzlichen Spitzen – „Yugitō“ (瑜祇塔) genannt. Sie ähnelt der auf dem Kōya-san und wurde zur 1100-Jahr-Feier der Eröffnung der dortigen Tempelanlage 1965 errichtet.

## Schätze
Zu den Tempelschätzen, die in der Pagode zu besichtigen sind, gehört ein Werk, das vom Daikaku-ji in Saga stammt, das „Kuzōzukan“ (九想図巻). Es enthält eine phantasievolle Darstellung der historischen Dichterin Ono no Komachi.

## Bilder

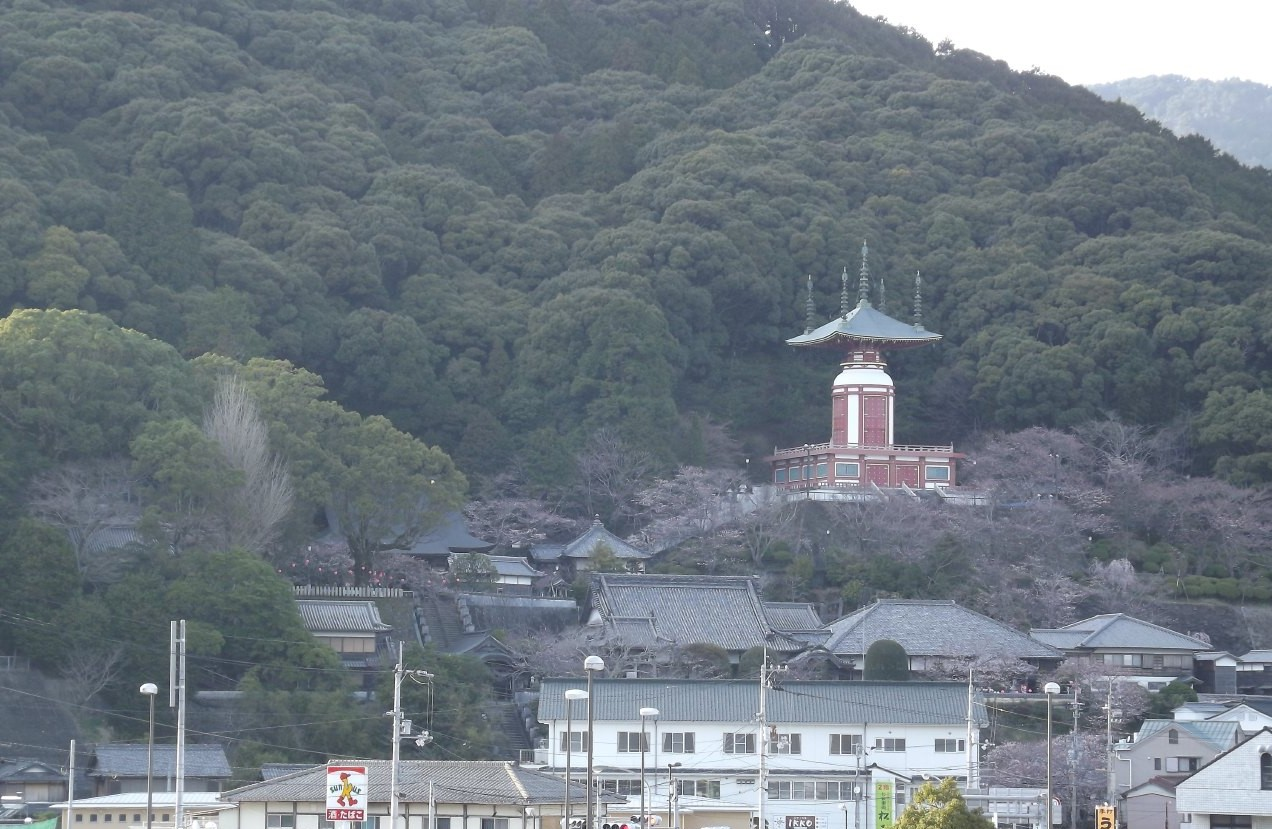
Tempelanlage
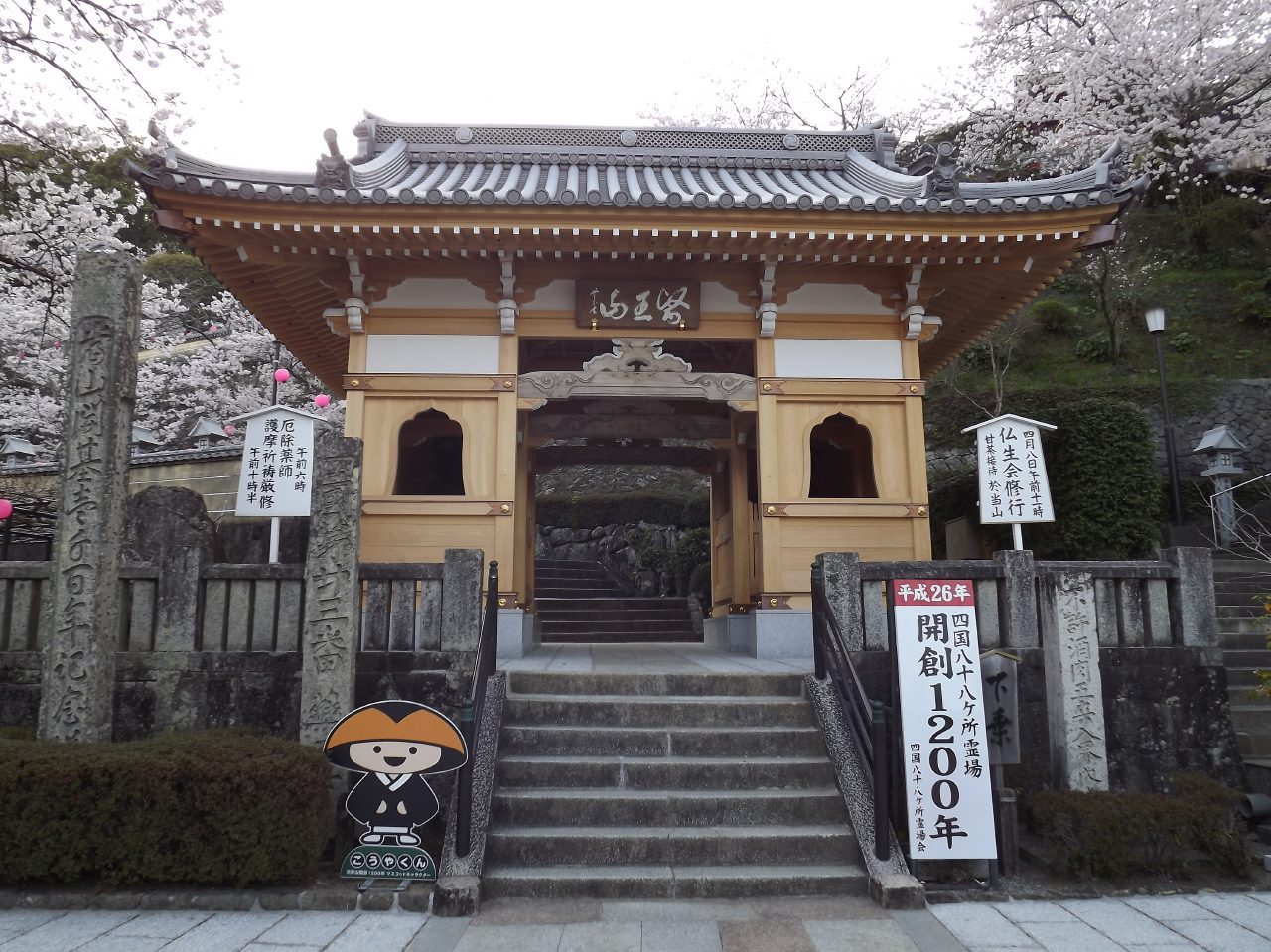
Niō-Tor
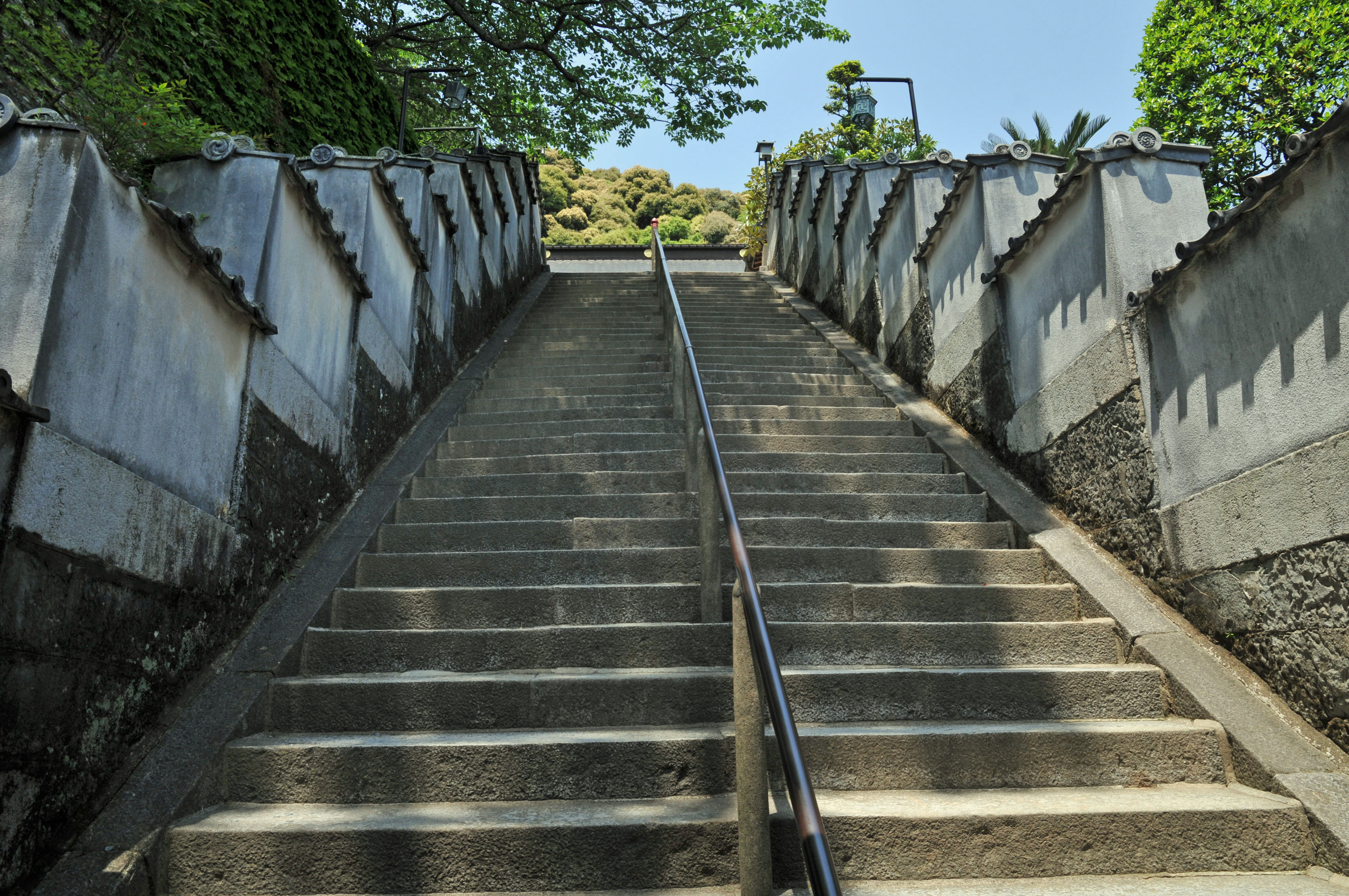
Männersteige
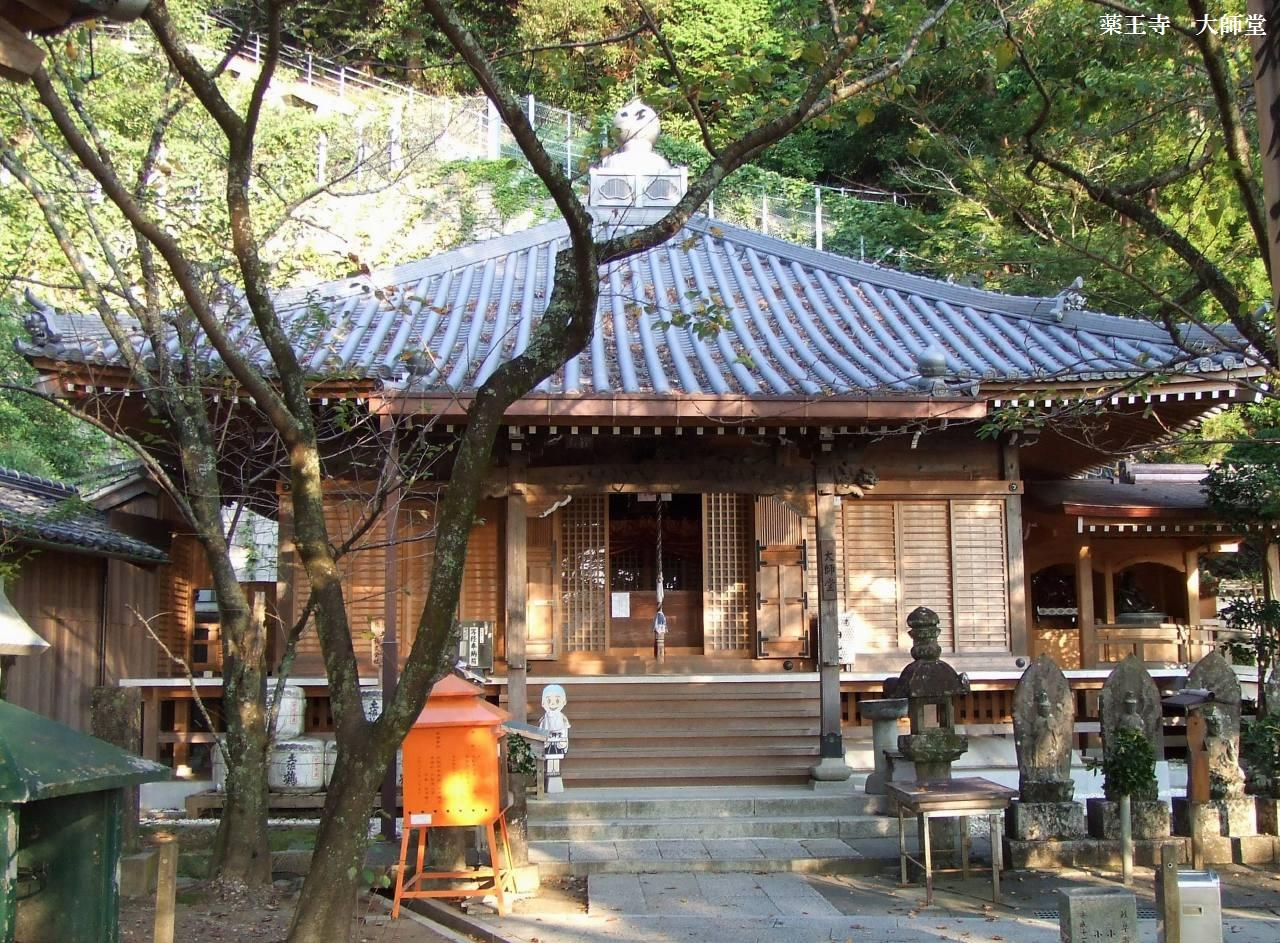
Daishidō
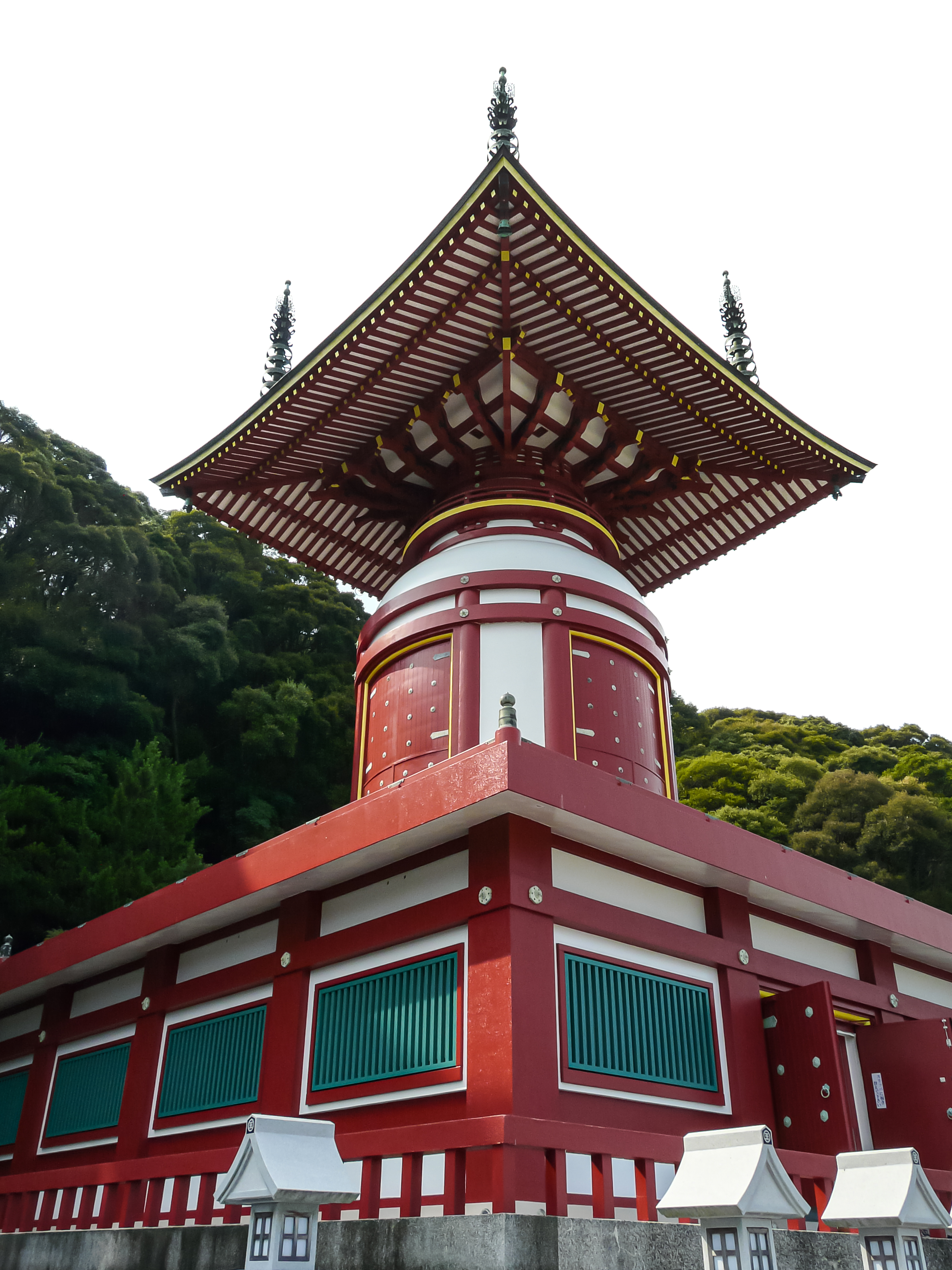
Pagode